# Юган Далін
Юган Далін (швед. Johan Dahlin, нар. 8 вересня 1986, Тролльгеттан) — шведський футболіст, воротар клубу «Мальме».

## Клубна кар'єра
Вихованець клубу «Тролльгеттан» з рідного міста, де навіть зміг дебютувати у четвертому за рівнем дивізіоні країни. У грудні 2003 року перейшов в інший аматорський клуб «Осебру».
У серпні 2004 року був на перегляді в норвезькому клубі «Люн» з Осло і у вересні 2004 року підписав контракт з «Люном» терміном з 1 січня 2005 року до 31 грудня 2007 року. У сезоні 2005 року був третім воротарем «Люна», після Алі аль-Хабсі та Нуну Маркіша, і не грав за першу команду клубу. По закінченні сезону аль-Хабсі і Маркіш покинули «Люн», замість них був придбаний Едді Густафссон. У весняній частині сезону 2006 року Далін був основним воротарем, а Густафссон — другим. Далін дебютував у Тіппелізі 9 квітня 2006 року в матчі проти «Старта», де відіграв «на нуль». Після перерви в чемпіонаті, пов'язаного з чемпіонатом світу 2006 року, Густафссон став основним воротарем, а Далін — другим. 13 липня 2006 року Далін дебютував в єврокубках, в матчі Кубка УЄФА проти естонського клубу «Флора».
Після закінчення сезону 2007 року «Люн» віддав Даліна в оренду шведському клубу «Треллеборг». Далін дебютував у лізі Аллсвенскан 31 березня 2008 року в матчі проти «Еребру», пропустив 1 гол від Нордіна Герзича. 1 серпня 2008 року Далін повернувся в «Люн».
По закінченні сезону 2008 року Едді Густафссон покинув «Люн», і в сезоні 2009 року Далін знову став основним воротарем. Останній матч за «Люн» провів 5 липня 2009 року проти «Стабека».
8 липня 2009 року Далін перейшов в «Мальме», контракт був розрахований на 3,5 роки. «Люн» продав Даліна через економічні проблеми, який у новій команді швидко замінив Юнаса Сандквіста на місці основного воротаря «Мальме». Перший матч за «Мальме» провів 12 липня 2009 проти «Броммапойкарни», пропустив 1 гол від Філіпа Хаглунда.

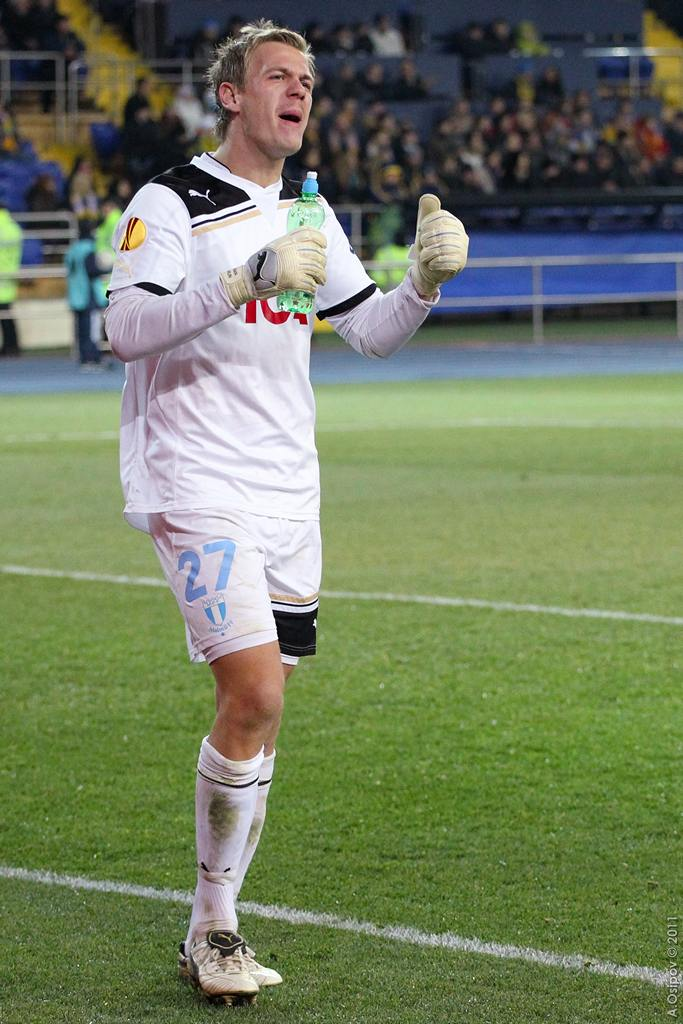
Юган Далін в 2011 році.

Більшу частину сезону 2011 року Далін пропустив через травму. Не грав з 11 квітня до 12 червня 2011 року. 12 червня 2011 року вийшов у стартовому складі, але був замінений вже на 28-й хвилині гри. Після цього був прооперований та не грав до 8 вересня. Повернувшись, Юган знову став основним і 13 червня 2012 року продовжив контракт з «Мальме» до кінця 2014 року.
23 грудня 2013 року Далін перейшов в турецький клуб «Генчлербірлігі», сума трансферу склала 5 млн крон, контракт був розрахований на 3,5 роки із зарплатою 1,7 млн євро на рік «чистими». У складі турецької команди приєднався до співвітчизника і колишнього партнера по «Мальме» Джиммі Дурмазу і ще одного співвітчизника Мервана Челіка. Дебютував за «Генчлербірлігі» 25 січня 2014 року в матчі проти «Різеспора», пропустив 1 гол від Енгіна Байтара. У «Генчлербірлігі» був основним воротарем.
26 грудня 2014 року агент Даліна Хасан Четінкая оголосив про розірвання контракту між Юганом і «Генчлербірлігі» за сімейними обставинами. 5 січня 2015 року Далін перейшов у данський клуб «Мідтьюлланд», сума трансферу склала 7 млн крон, контракт розрахований на 3,5 роки. Перший офіційний матч за норвежців провів 23 лютого 2015 року, це був матч 18-го туру Суперліги проти «Оденсе», команда Даліна перемогла з рахунком 3:0.
26 червня 2017 року Далін повернувся до «Мальме», підписавши 3,5-річний контракт. У січні 2019 року він продовжив свій контракт до 2023 року. Станом на 1 січня 2019 року відіграв за команду з Мальме 36 матчів в національному чемпіонаті.

## Виступи за збірні

### Молодіжна збірна
Протягом 2006—2009 років залучався до складу молодіжної збірної Швеції. 12 травня 2006 року Томмі Седерберг вперше викликаів Даліна в молодіжну (до 21 року) збірну на товариські матчі з Польщею і Фінляндією. Матч з Польщею 25 травня 2006 року став для Даліна дебютним у молодіжній збірній, Юхан пропустив 1 гол від Лукаша Піщека. У відбірковому турнірі до молодіжного (до 21 року) чемпіонату Європи 2007 року відіграв без замін 3 з 4-х матчів. В 4-му, останньому і вирішальному матчі проти Сербії пропустив 3 голи в першому таймі і в перерві гри був замінений на Маркуса Сальмана, який пропустив ще 2 голи. На молодіжному (до 21 року) чемпіонаті Європи 2009 року, що проходив у Швеції, Далін був основним воротарем, відіграв всі 4 матчі, в яких пропустив 7 голів; у півфіналі проти Англії програв серію пенальті, не відбивши жодного удару.
Всього на молодіжному рівні зіграв у 24 офіційних матчах, пропустив 1 гол.

### Національна збірна
8 січня 2009 року Ларс Лагербек викликав Даліна в національну збірну на щорічне січневе турне, в якому беруть участь тільки гравці скандинавських клубів. Далін замінив Едді Густафссона, який перейшов у австрійський клуб ««Ред Булл» з Зальцбурга. Матч зі збірною США 25 січня 2009 року став для Даліна дебютним у національній збірній, Юган пропустив 3 голи (всі — від Саші Клештана). 23 січня 2010 року Далін провів свій 2-й матч за збірну, суперником була збірна Сирії, Далін зробив помилку, яка призвела до пропущеного голу. 
17 листопада 2010 року Ерік Гамрен викликав Даліна на товариський матч з Німеччиною, що відбувся ввечері того ж дня. Далін замінив травмованого Югана Віланда в якості другого воротаря збірної. Січневе турне 2011 року пропустив через травму. У лютому 2011 року був третім (після Андреаса Ісакссона і Віланда) воротарем збірної на товариському турнірі «Cyprus Cup». 
23 січня 2012 року провів свій 3-й матч за збірну, суперником була збірна Катару, Далін провів у воротах перший тайм і вперше відіграв «на нуль». У жовтні 2012 року був третім (після Ісакссона і Пера Ганссона) воротарем збірної у відбіркових матчах проти Фарерських островів та Німеччини, у відсутність травмованого Віланда. 
Січневе турне 2013 року пропустив з особистих причин, а наступне с січневе турне 2014 року не брав через перехід в «Генчлербірлігі».
5 березня 2014 року відіграв товариський матч з Туреччиною, в останній момент замінивши хворого Ісакссона, пропустив 2 голи. Газета «Aftonbladet» поставила Даліну оцінку «2» за 5-бальною шкалою з коментарем: «Несподівано вийшов у стартовому складі, оскільки у Андреаса Ісакссона заболів живіт. Трохи суперечливо пропустив другий гол і навряд чи загрожує Ісаку перед відбірковими матчами до чемпіонату Європи».
З травня до листопада 2014 року був третім (після Ісакссона і Крістоффера Нурдфельдта) воротарем збірної. Після цього Ерік Гамрен перестав викликати Даліна в збірну, віддавши перевагу Робіну Ульсену.

## Титули і досягнення
- Чемпіон Швеції (6):

«Мальме»: 2010, 2013, 2017, 2020, 2021, 2023
- Володар Суперкубка Швеції (1):

«Мальме»: 2013
- Володар Кубка Швеції (2):

«Мальме»: 2021-22, 2023–24